# La Mort de Masaccio
La Mort de Masaccio est un tableau peint par Auguste Couder en 1817. Il est conservé au musée de Grenoble depuis 2000. 

## Historique
Le tableau est exposé pour la première fois au Salon de 1817.
En 2014, il est prêté au musée des beaux-arts de Lyon dans le cadre de l'exposition L'invention du passé. Histoires de cœur et d'épée en Europe, 1802-1850.

## Réplique

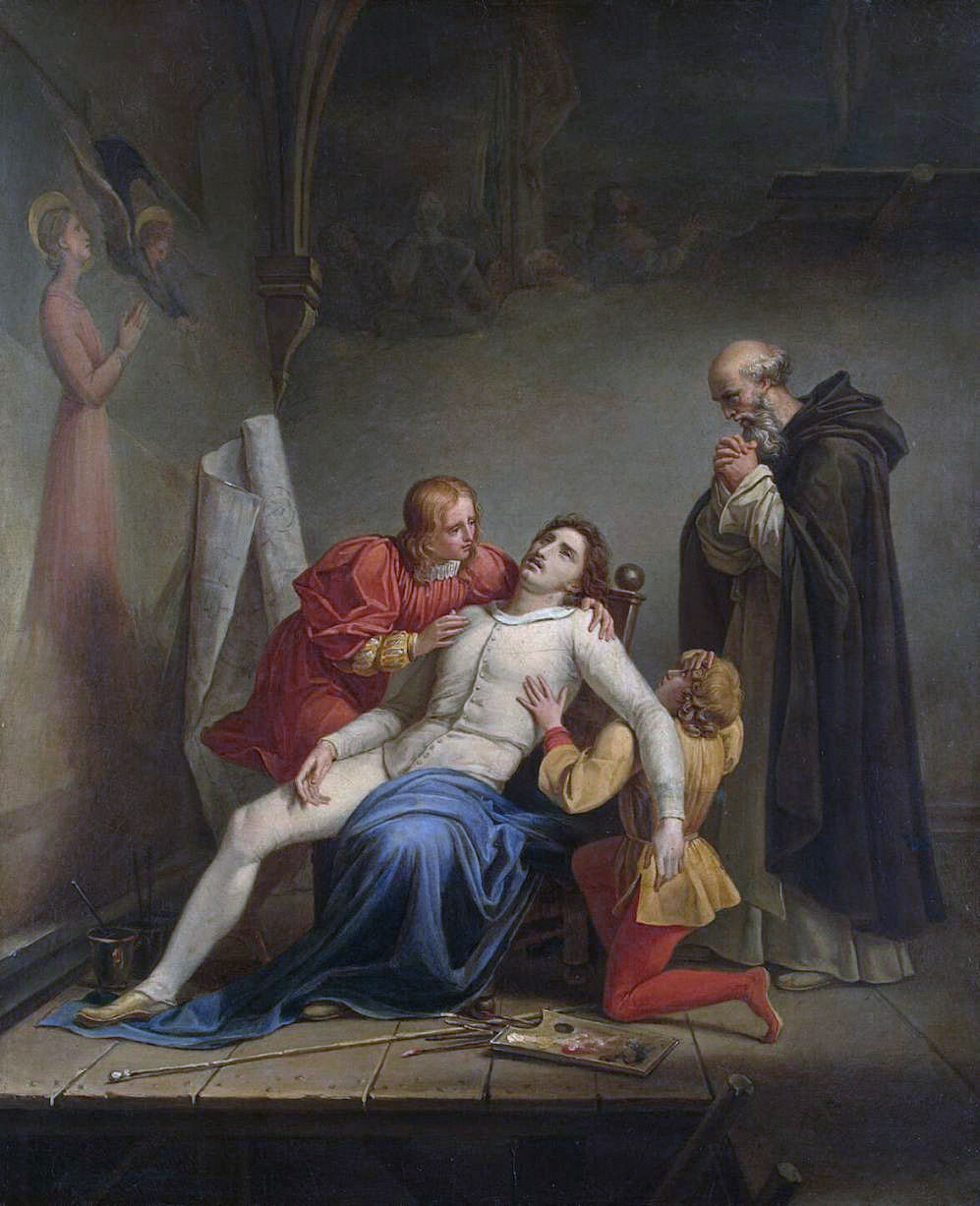
Réplique de La Mort de Masaccio conservée au musée de l'Ermitage

Une réplique de taille réduite (45 × 38 cm), provenant de la collection des ducs de Leuchtenberg, est conservée depuis 1931 au musée de l'Ermitage, à Saint-Pétersbourg en Russie.